# Berikovo
Berikovo (makedonska: Бериково) är en ort i Nordmakedonien. Den ligger i kommunen Kičevo, i den västra delen av landet, 50 kilometer sydväst om huvudstaden Skopje. Berikovo ligger 1 025 meter över havet och antalet invånare är 245.